# Marcel Moore
Marcel Moore (Nantes, 19 de juliol de 1892 - Jersey, 19 de febrer de 1972), nascuda com a Suzanne Alberte Malherbe, va ser una il·lustradora, dissenyadora i fotògrafa francesa. Juntament amb la seva companya Claude Cahun, era escriptora i fotògrafa surrealista.

## Referències

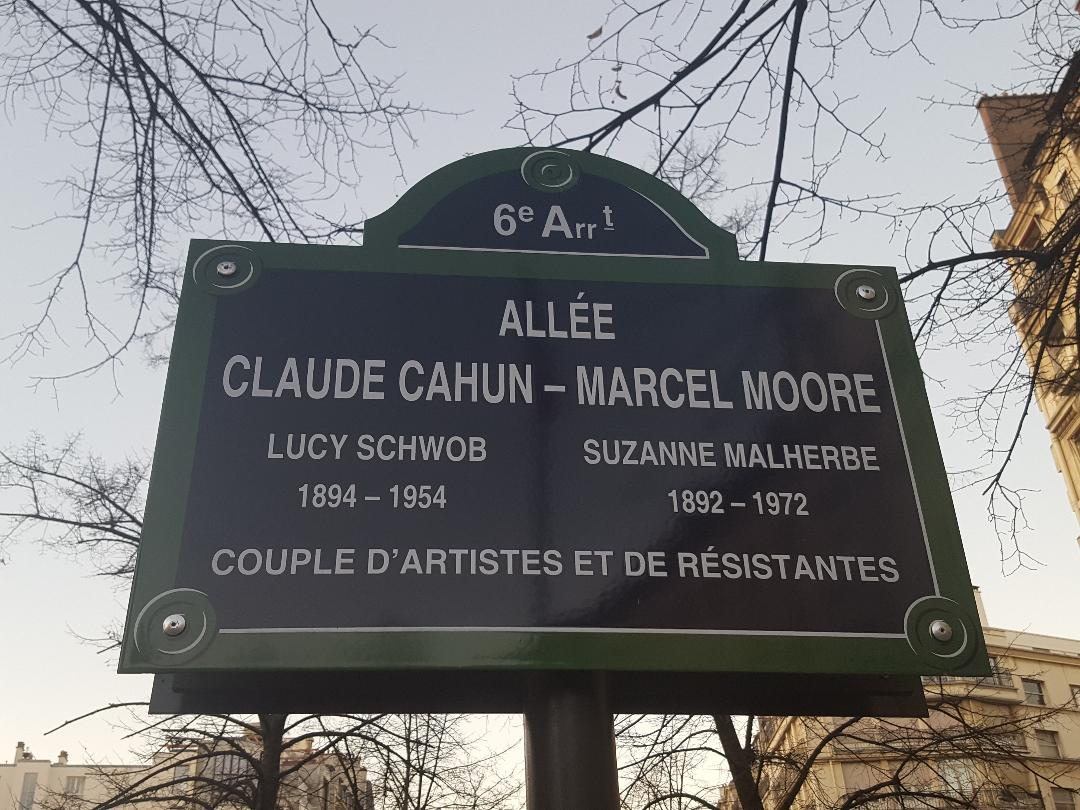
Carrer del 6è districte de Paris al nom de Claude Cahun i Marcel Moore